# Дмитриев, Владимир Валентинович
Влади́мир Валенти́нович Дми́триев (19 июля 1923, Пенза, — 16 марта 1979, Ленинград) — советский композитор, лауреат Всероссийского и Всесоюзного конкурсов артистов эстрады.

## Биография
Владимир Валентинович Дмитриев родился 19 июля 1923 года в Пензе в семье школьных учителей. В середине 1920-х годов семья переехала в Тамбов, где Владимир вскоре пошёл учиться в школу № 51 (ныне № 32). В семье кроме Владимира было ещё двое мальчиков.
Отец Владимира играл на скрипке и часто выступал в концертах школьной самодеятельности. Интерес к музыке передался сыну, который совместно с друзьями создал в школе шумовой оркестр.
Одарённый мальчик в 1932 году поступил в музыкальную школу по классу фортепиано Л. В. Умётской. Преподавателями Владимира по другим предметам были Н. Н. Емельянова (теория и сольфеджио), Н. А. Монвиж-Монтвид (ансамблевая игра). Однако обучение пришлось прервать из-за скоропостижной смерти отца.
В 1939 году Владимир Дмитриев поступает в музыкальный взвод Тамбовского Краснознамённого военно-пехотного училища им. товарищей Ашенбреннера и Уншлихта. Продолжив здесь свои фортепианные занятия, Владимир увлёкся и игрой на аккордеоне. В том же году В. Дмитриев становится учащимся Тамбовского музыкального училища по классу фортепиано С. М. Глаголева, у которого обучается до начала Великой Отечественной войны.
Приобретя определённый авторитет у руководителей пехотного училища, Владимир Валентинович вскоре создаёт там курсантский ансамбль песни и пляски, оркестром которого он руководит в 1941—1947 годах. Именно в этом ансамбле музыкант создаёт свои первые произведения — пьесу для трубы с оркестром и ряд песен.
С приближением фронта ансамбль вместе с училищем эвакуируется в Семипалатинск. Выступления проходят в госпиталях, на призывных пунктах.
После войны Владимир Дмитриев демобилизуется и возвращается в Тамбов, где некоторое время работает в оркестре кинотеатра «Модерн» (впоследствии «Звезда»). Затем переезжает в Ленинград, где в 1947—1957 годах работает пианистом-аккордеонистом эстрадно-симфонического оркестра Ленинградского радио, а также ряда других музыкальных ансамблей. В 1957—1963 годах руководит инструментальным квартетом, выступает солистом Ленконцерта.
В 1960 году эстрадный квартет Дмитриева становится лауреатом Всероссийского, а через некоторое время — лауреатом Всесоюзного конкурса артистов эстрады. С ним выступают известные исполнители: Э. Хиль, Н. Бродская, М. Кристалинская, Л. Сенчина, В. Ободзинский и др. Произведения композитора включаются в программы Всесоюзного радио и Центрального телевидения.
С 1965 по 1973 год В. Дмитриев являлся составителем серийного сборника «Весёлый аккордеон». В издательстве «Музыка» вышло в свет всего 9 выпусков.
В сотрудничестве с либреттистами Б. Рацером и В. Константиновым Владимир Дмитриев создал музыкальные комедии «Случайный свидетель», «Ночной незнакомец» (Ленинградский театр музыкальной комедии, постановка М. Дотлибова), «Одесские лиманы», «Русский секрет» («Левша»), «Берегите мужчин» («Доможитель»), которые ставятся более чем в ста советских театрах. Оперетту «Одесские лиманы» автор написал специально для Одесского театра музыкальной комедии (постановщик М. Ошеровский, 1978 г.). Для оркестра и ансамблей народных инструментов был создан ряд пьес. На стихи советских поэтов композитор написал более 150 песен.
Песни В. Дмитриева удостоены почетных премий на конкурсах в стране и за рубежом. Фирма грамзаписи «Мелодия» и всесоюзные издательства выпустили пластинки и ноты произведений, созданных Дмитриевым. Творчество Дмитриева отмечено ярким мелодизмом, отличается тонким лиризмом, сочетанием интонаций русского фольклора с эстрадными ритмами и гармониями.
Скончался Владимир Валентинович Дмитриев 16 марта 1979 года в Ленинграде.

## Творчество

### Музыкальные комедии
- Случайный свидетель
- Ночной незнакомец
- Одесские лиманы (другое название «Рядом с Одессой»)
- Русский секрет (Левша)[2]
- Берегите мужчин (Доможитель)

### Оркестровые пьесы
- Русское интермеццо
- Старая карусель
- Лошадки

Пьесы для аккордеона
- Кадриль
- Мне сегодня весело
- Музыканты улыбаются
- Прыг да скок (Краковяк)
- Белый парус
- Молодёжный вальс
- Весёлые трубачи
- До встречи (Медленный фокстрот)
- Весёлые переборы

Вокально-поэтический цикл «ПРЯМО РУЛЯ» (стихи Якова Голякова)
- На семи ветрах
- Здесь у нас, на Севере
- Жду и люблю
- Баллада о Северном Флоте
- Куплеты боцмана бывалого, Захара Авралова
- Морская пехота
- Прямо руля

### Наиболее известные песни
- А ты годишься ль, парень, в моряки? (М. Пляцковский), исп. Анатолий Королёв

- Алёшкина любовь (Н. Малышев), исп. Нина Бродская
- Байкало-Амурский вальс (М. Наринский)
- Баллада о герое (Л.Лучкин), исп. Николай Соловьёв
- Баллада о героях-моряках (Л. Лучкин), исп. Николай Соловьёв
- Баллада о павших солдатах (Л.Лучкин), исп. Николай Соловьёв
- Будет жить любовь на свете (А. Ольгин), исп. Эдуард Хиль, Михаил Чуев
- Верю тебе (Н. Малышев), исп. ВИА "Романтики"
- Весёлая песенка (И. Шаферан)
- Волжский вальс (В. Белов), исп. Александр Толчанов
- Вот уеду (М. Рябинин), исп. Лев Барашков
- Вот, что песня сделала (О. Долматова), исп. Майя Кристалинская, Светлана Миловидова, Валентина Дворянинова
- Вот я какой (Я. Голяков), исп. Анатолий Королёв
- Всегда вместе (Завше разэм) (Ю. Погорельский)
- Всеми уважаемый (В. Суслов), исп. Эдуард Хиль
- Голос сердца (М. Рябинин), исп. Вадим Мулерман, Иосиф Кобзон, Валентина Толкунова, Эдуард Хиль
- Голубые дороги (Н. Малышев), исп. Эдуард Хиль, Вадим Аникейчик
- Горячий лёд (Г. Суханов), исп. Лев Барашков
- Далёкий гарнизон (В. Суслов), исп. Эдуард Хиль
- Девичья лирическая (С. Беликов)
- Дождик (В. Константинов, Б. Рацер), исп. Людмила Сенчина
- Дождь осенний (В. Гин), исп. Нина Бродская
- Жду и люблю (Я. Голяков), исп. Зоя Виноградова, Герта Юхина, Нина Охлопкова
- Здравствуй и прощай (Л. Норкин), исп. Лариса Мондрус
- Люблю тебя, Тамбов (М. Ромм), исп. Вячеслав Бесценный
- Милый мой купил машину (Н. Малышев), исп. Тамара Кравцова
- Мне ночами снятся лебеди (М. Наринский), исп. Жанна Болдырева
- Молодо-зелено (Н. Малышев), исп. Эльвира Гончарова, Нина Бродская
- Молодость (Н. Малышев)
- Моряк не подведёт (Н. Глейзаров)
- Мужской разговор (А. Мерлин), исп. Эдуард Хиль
- Мы уходим поутру (Л. Лучкин) исп. Виталий Копылов и Владимир Матусов, Николай Соловьёв
- Над Кронштадтом туман (С. Беликов), исп. Гертруда Юхина
- Незабываемый вальс (Н. Глейзаров)
- Ночь в порту (М. Танич), исп. Олег Анофриев, Виталий Копылов и Владимир Матусов, Вячеслав Бесценный
- Огни причала (В. Суслов), исп. Анатолий Королёв
- Одна шестая часть земли (Песня о Родине) (М. Наринский)
- Одноклассники (М. Пляцковский), исп. Майя Кристалинская, Эдуард Хиль, ВК «Аккорд»; Лина Ермакова и Вл. Колосов
- Осторожно, любовь коротка (В. Гин), исп. Михаил Боярский
- Острова разлуки (М. Рябинин), исп. Галина Ненашева, Геннадий Бойко, Лев Барашков, Эдуард Хиль
- От любви до любви (Р. Рождественский), исп. Эдуард Хиль
- Ответь мне, ветер (А. Ольгин), исп. Валентина Дворянинова
- Откровение (М. Пляцковский), исп. Людмила Сенчина, Мария Пахоменко
- Первый трамвай ("Песня о ленинградском трамвае") (Я. Голяков), исп. Анатолий Королёв
- Песня дружбы (Суоми, озёрный край) (Я. Голяков)
- Песня Левши из спектакля «Русский секрет» (Б. Рацер, В. Константинов), исп. Эдуард Хиль
- Песня молодости (А. Ольгин), исп. Эдуард Хиль
- Песня о бескозырке (Б. Рацер и Вл. Константинов) из оперетты «Одесские лиманы»
- Песня о тебе (Н. Малышев), исп. Гертруда Юхина
- Песня о тельняшке (Надёжная броня) (М. Ромм), исп. АПП Балтийского флота
- Песня сердца (Л. Норкин), исп. Эдуард Хиль
- Подари мне лето (М. Пляцковский), исп. Эдуард Хиль; Лина Ермакова и Владимир Колосов, Николай Соловьёв
- Пойдём со мной (Н. Малышев)
- Полюбил Неву парнишка (М. Ромм), исп. Лидия Клемент
- Помните! (Л.Лучкин), исп. Николай Соловьёв
- Приходит вечер (Б. Рацер), исп. Зоя Виноградова
- Русский сапожок (Н. Люлина)
- Русское лето (Е. Синицын), исп. Геннадий Бойко
- Сибирячка (С. Беликов), исп. Эдуард Хиль
- Солдаты ходят по земле (А. Ольгин), исп. Эдуард Хиль
- Счастливый день (М. Рябинин), исп. Эдуард Хиль, лауреат фестиваля Песня-73, другие исполнители: Дмитрий Ромашков, Лев Барашков, Майя Кристалинская, Зоя Виноградова и Виталий Копылов
- Такое чудо (М. Рябинин), исп. Эдита Пьеха, Лев Барашков, Эдуард Хиль
- Там, где была война (А. Ольгин), исп. Эдуард Хиль
- Танцуйте польку! (М. Ромм), исп. Зоя Виноградова
- Твоя судьба (Ю. Погорельский), исп. Эдуард Хиль, Евгений Зубко
- Тулочки (М. Рябинин), исп. Г. Богданова-Чеснокова, Юрий Леонов
- Ты меня забыла (М. Рябинин), исп. Валерий Ободзинский
- Ты меня, папаня, не жури (С. Беликов), исп. Юрий Богатиков, Андрей Чувеляев
- Улыбайся, человек! (М. Рябинин), исп. Анатолий Королёв
- Упрямый комсомол (С. Беликов)
- Хороши вы, песни русские (Н. Глейзаров)
- Что такое счастье? (А. Ольгин), исп. Эдуард Хиль
- Школьному другу (М. Рябинин), исп. Валентина Толкунова, Галина Улётова, Гертруда Юхина, Людмила Сенчина
- Это не беда (К.Рыжов), исп. Эдуард Хиль
- Я пришёл в зоопарк (Р. Рождественский), исп. Эдуард Хиль, Светлана Миловидова